# FIFPro
Fédération internationale des associations de footballeurs professionnels, normalt kendt som FIFPro er en verdensomspændende organisation for professionelle fodboldspillere. I øjeblikket er der 42 nationale spillere, som er medlemmer af FIFPro. World XI-holdet er med i FIFA-serien. 

## Kort historie
Den 15. december 1965 mødtes repræsentanterne fra det franske, skotske, engelske, italienske og hollandske fodboldforbund i Paris, med det formål at oprette en international organisation for fodboldspillere.

## Bestyrelse
Nuværende: FIFPro Board 
Præsident: Gordon Taylor (PFA, England) 
Generalsekretær: Theo van Seggelen (VVCS, Holland)
Vicepræsidenter: Philippe Piat (UNFP, Frankrig), Leonardo Grosso (AIC, Italien), Gerardo G. Movilla (AFE, Spanien), Jorge Dominguez (FAA, Argentina) 
FIFPro-sekretær: Frederique Winia (Holland)

## Priser
I 2005 startede FIFPro sin indvielse af "World XI Player Awards", "World Player of the Year" og "Young Player of the Year" awards. 

### FIFA FIFPro World XI
World XI vælges af fodboldspillerne selv fra en liste af kandidater til hver position. Listen udvikles af priskomiteen.
| Sæson | Målmænd                     | Forsvarer | Midtbaner                                                                                              | Angribere                                                                                              |
| ----- | --------------------------- | --- | --- | --- |
| 2005  | Dida (Milan)                | Paolo Maldini (Milan) Alessandro Nesta (Milan) John Terry (Chelsea) Cafu (Milan)                                                       | Ronaldinho (Barcelona) Claude Makélélé (Chelsea) Frank Lampard (Chelsea) Zinedine Zidane (Real Madrid) | Samuel Eto'o (Barcelona) Andriy Shevchenko (Milan)                                                     |
| 2006  | Gianluigi Buffon (Juventus) | Lilian Thuram (Juventus/Barcelona) John Terry (Chelsea) Fabio Cannavaro (Juventus/Real Madrid) Gianluca Zambrotta (Juventus/Barcelona) | Andrea Pirlo (Milan) Kaká (Milan) Zinedine Zidane (Real Madrid)                                        | Samuel Eto'o (Barcelona) Thierry Henry (Arsenal) Ronaldinho (Barcelona)                                |
| 2007  | Gianluigi Buffon (Juventus) | Alessandro Nesta (Milan) John Terry (Chelsea) Fabio Cannavaro (Real Madrid) Carles Puyol (Barcelona)                                   | Cristiano Ronaldo (Manchester United) Kaká (Milan) Steven Gerrard (Liverpool)                          | Lionel Messi (Barcelona) Didier Drogba (Chelsea) Ronaldinho (Barcelona)                                |
| 2008  | Iker Casillas (Real Madrid) | John Terry (Chelsea) Rio Ferdinand (Manchester United) Carles Puyol (Barcelona) Sergio Ramos (Real Madrid)                             | Xavi (Barcelona) Steven Gerrard (Liverpool) Kaká (Milan)                                               | Cristiano Ronaldo (Manchester United) Fernando Torres (Liverpool) Lionel Messi (Barcelona)             |
| 2009  | Iker Casillas (Real Madrid) | Dani Alves (Barcelona) John Terry (Chelsea) Nemanja Vidić (Manchester United) Patrice Evra (Manchester United)                         | Steven Gerrard (Liverpool) Xavi (Barcelona) Andrés Iniesta (Barcelona)                                 | Cristiano Ronaldo (Manchester United/Real Madrid) Lionel Messi (Barcelona) Fernando Torres (Liverpool) |
| 2010  | Iker Casillas (Real Madrid) | Maicon (Internazionale) Lúcio (Internazionale) Gerard Piqué (Barcelona) Carles Puyol (Barcelona)                                       | Wesley Sneijder (Internazionale) Xavi (Barcelona) Andrés Iniesta (Barcelona)                           | Cristiano Ronaldo (Real Madrid) David Villa (Valencia/Barcelona) Lionel Messi (Barcelona)              |
| 2011  | Iker Casillas (Real Madrid) | Sergio Ramos (Real Madrid) Gerard Piqué (Barcelona) Nemanja Vidić (Manchester United) Dani Alves (Barcelona)                           | Andrés Iniesta (Barcelona) Xavi (Barcelona) Xabi Alonso (Real Madrid)                                  | Cristiano Ronaldo (Real Madrid) Wayne Rooney (Manchester United) Lionel Messi (Barcelona)              |

### World Player of the Year
Spilleren med de fleste stemmer i World XI-afstemningen kaldes også World Player of the Year. 
| Sæson     | Spiller    | Hold           |
| --------- | ---------- | -------------- |
| 2004-2005 | Ronaldinho | F.C. Barcelona |
| 2005-2006 | Ronaldinho | F.C. Barcelona |
| 2006-2007 | Kaká       | AC Milan       |

### Young Player of the Year
To spillere vælges til denne pris; én af priskomiteen og den anden af fansene.
| År        | Spiller (af priskomiteen)         | Spiller (af fans - kendt som Special Young Player of the Year) |
| --------- | --------------------------------- | -------------------------------------------------------------- |
| 2004-2005 | Wayne Rooney ( Manchester United) | Cristiano Ronaldo ( Manchester United)                         |
| 2005-2006 | Lionel Messi ( FC Barcelona)      | Cristiano Ronaldo ( Manchester United)                         |
| 2006-2007 | Lionel Messi ( FC Barcelona)      | Lionel Messi ( FC Barcelona)                                   |

### FIFA FIFPro Women's World XI

#### Vindere
Spillere der er markeret med fed vandt FIFA World Player of the Year (2001–2015) eller The Best FIFA Women's Player (2016–nu) i det år.
| Sæson | Målmand                   | Forsvarere | Midtbanespillere                                                             | Angribere                                                          |
| ----- | ------------------------- | --- | ---------------------------------------------------------------------------- | ------------------------------------------------------------------ |
| 2015  | Hope Solo (Seattle)       | Wendie Renard (Lyon) Meghan Klingenberg (Houston) Kadeisha Buchanan (West Virginia) Julie Johnston (Chicago)    | Carli Lloyd (Houston) Amandine Henry (Lyon) Aya Miyama (Okayama)             | Célia Šašić (Frankfurt) Eugenie Le Sommer (Lyon) Anja Mittag (PSG) |
| 2016  | Hope Solo (Uden kontrakt) | Ali Krieger (Orlando Pride) Wendie Renard (Lyon) Nilla Fischer (VfL Wolfsburg) Leonie Maier (FC Bayern München) | Marta (FC Rosengård) Carli Lloyd (Manchester City) Dzsenifer Marozsán (Lyon) | Eugénie Le Sommer (Lyon) Ada Hegerberg (Lyon) Alex Morgan (Lyon)   |

#### FIFPro hæder efter spiller
|   | Spiller           | FIFPro | År         | Klub(ber)                     |
| - | ----------------- | ------ | ---------- | ----------------------------- |
| 1 | Eugénie Le Sommer | 2      | 2015, 2016 | Lyon                          |
| 1 | Carli Lloyd       | 2      | 2015, 2016 | Houston Dash, Manchester City |
| 1 | Wendie Renard     | 2      | 2015, 2016 | Lyon                          |
| 1 | Hope Solo         | 2      | 2015, 2016 | Seattle Reign                 |

#### FIFPro hæder efter klub
|   | Klub              | FIFPro | Spillere                                                  |
| - | ----------------- | ------ | --------------------------------------------------------- |
| 1 | Lyon              | 8      | Le Sommer, Renard (2), Henry, Hegerberg, Marozsán, Morgan |
| 2 | Houston Dash      | 2      | Lloyd, Klingenberg                                        |
| 3 | Manchester City   | 1      | Lloyd                                                     |
| 3 | Chicago Red Stars | 1      | Johnston                                                  |
| 3 | FC Bayern München | 1      | Maier                                                     |
| 3 | FC Rosengård      | 1      | Marta                                                     |
| 3 | Frankfurt         | 1      | Šašić                                                     |
| 3 | Okayama           | 1      | Miyama                                                    |
| 3 | Orlando Pride     | 1      | Krieger                                                   |
| 3 | PSG               | 1      | Mittag                                                    |
| 3 | Seattle Reign     | 1      | Solo                                                      |
| 3 | VfL Wolfsburg     | 1      | Fischer                                                   |

#### FIFPro hæder efter nationalitet
|   | Nation    | FIFPro | Spller(e)                                               |
| - | --------- | ------ | ------------------------------------------------------- |
| 1 | USA       | 8      | Lloyd, Solo (2), Johnston, Klingenberg, Krieger, Morgan |
| 2 | Frankrig  | 5      | Renard, Le Sommer (2), Henry                            |
| 3 | Tyskland  | 4      | Maier, Mittag, Marozsán, Šašić                          |
| 4 | Brasilien | 1      | Marta                                                   |
| 4 | Canada    | 1      | Buchanan                                                |
| 4 | Japan     | 1      | Miyama                                                  |
| 4 | Norge     | 1      | Hegerberg                                               |
| 4 | Sverige   | 1      | Fischer                                                 |

## Medlemmer
| - Algeriet - Argentina - Australien - Belgien - Brasilien - Cameroun - Chile | - Cypern - Danmark - Ecuador - England - Finland - Frankrig - Grækenland | - Holland - Irland - Israel - Italien - Mexico - Nigeria - Norge | - Paraguay - Peru - Polen - Portugal - Rumænien - Rusland - Schweiz | - Skotland - Spanien - Sverige - Sydafrika - Sydkorea - Tyrkiet - Tyskland | - Ukraine - Ungarn - Uruguay - USA - Ægypten - Østrig |